# 상산 김씨
상산 김씨(商山 金氏)는 지금의 경상북도 상주시를 관향으로 하는 한국의 성씨 관향이다. 시조는 고려 초 보윤(甫尹)을 지낸 김수(金需)라는 문관이다.

## 역사
문헌에 의하면 시조 김수(金需)는 신라 경순왕 김부(新羅 敬順王 金傅)의 후예로, 고려(高麗) 시대 초엽이던, 고려조 제10대 군주 정종(靖宗) 시절에 보윤(甫尹)을 역임했다. 그의 본관은 본래 경주인데, 이적(移籍)하여 상주(尙州. 상산(商山)의 고호)로 분적(分籍)하였다.
《증보문헌비고》·《조선씨족통보》 등의 문헌에 상주 김씨(尙州 金氏)의 시조 김수(金需)는 경순왕의 후예인데, 이적(移籍)하여 상주(尙州)로 분적(分籍)하였으며 후에 각 파(派)로 나뉘었다고 한다. 일운(一云) 상주 김씨는 판전의사사(判典醫寺事) 김록(金綠)의 후손, 또는 호장(戶長) 김조(金祚)의 후손, 또는 판종부사사(判宗簿寺事) 김연(金璉)의 후손이며, 이들의 선계는 모두 김수(金需)의 후예라 하였다.

### 관련성
《고려사》에 의하면 상주의 향리(鄕吏) 김조(金祚)의 딸 김만궁(金萬宮)이 장성하여, 상주의 향리(鄕吏) 김일(金鎰)에게 시집가서 김록(金祿)을 낳았다. 김일(金鎰)은 김수(金需)의 8세손이다. 따라서 김수(金需)와 김조(金祚)는 본관은 같으나 서로 다른 일족이라 할 것이다. 그리하여 후손들이 김수(金需)와 김조(金祚)를 별도 성향 시조로 삼고 상산(商山)을 본관으로 하여 세계를 이어오고 있다고 한다. 호장(戶長) 김조(金祚)에 대해서《김씨 분관록》·《증보문헌비고》등의 문헌에는 나타나지 않고, 다만 《조선씨족통보》에 김수(金需)의 후예라 한다.

### 이조 동성 동본
우리나라 성씨 가운데 이조(異祖) 동성동본(同姓同本)으로 조상이 서로 다른 데도 불구하고, 같은 지역에 뿌리를 두고 같은 성씨를 쓰며, 마치 두 집안이 동성동본(同姓同本)인양 오인 받는 경우가 더러 있는데 상산 김씨(商山 金氏)도 그중 하나이다.
하나는 고려 초 보윤(甫尹) 김수(金需)를 시조로 하는 계통이고, 또 다른 하나는 고려 호장(戶長) 김조(金祚)를 시조로 하는 계통이다. 이에 대해서는 문헌이 없어 자세히 상고할 수 없다.

### 분파
- 김비궁(金匪躬) : 현손, 정평공(靖平公) 김희일(金希逸)의 아들로, 벼슬이 찬성(贊成)이었으며, 일파(一派)를 이루었다.
- 김성(金成) : 김수의 6세손, 이름을 김유(金逌)로 고쳤다. 김희일(金希逸)의 증손으로, 문과에 급제하여 벼슬이 한림학사(翰林學士)였으며, 일파(一派)를 이루었다.
- 김일(金鎰) : 손자, 한림학사(翰林學士) 김지연(金之衍)의 아들로, 고려 원종(元宗) 때 벼슬이 대호군(大護軍)이었으며, 일파를 이루었다.
- 김거도(金居道) : 5세손, 김지연(金之衍)의 현손, 판서(判書) 김원리(金元理)의 아들, 벼슬이 전서(典書)였으며, 일파를 이루었다.
- 김수(金遂) : 6세손, 김지연(金之衍)의 5세손, 지후(祗候) 김치경(金致經)의 아들, 벼슬이 판사(判書)였으며, 일파를 이루었다.
- 김준(金浚) : 벼슬이 부사(府使)였으며, 일파를 이루었다.
- 김수균(金守勻) : 또는 김수균(金守鈞), 첨지중추부사(僉知中樞府事)였으며, 일파를 이루었다.
- 김흡(金洽) : 동지중추부사(同知中樞府事)ㆍ총제사(摠制使)였으며, 일파를 이루었다.
- 김일남(金釰南) : 전공 판서(典工 判書)였으며, 일파를 이루었다.

## 김수 계통
시조 김수(金需)는 고려초 보윤(甫尹)을 지내고, 누대(累代)에 상산(商山. 상주(尙州)의 고호)에서 살았다고 한다. 그의 선계는 신라국(新羅國)의 김성(金姓)에서 분파되었다고 하며, 문헌이 없어 상계를 정확히 고증 할 수 없다고 한다. 다만 후대에 소급(溯及)하여 그 시대적 배경을 통해 역사 사실을 참조하여 증험(證驗)할 뿐이다.

### 인물

#### 고려
- 김희일(金希逸) : 시중(侍中), 정평공(靖平公)
- 김비궁(金匪躬) : 찬성(贊成)
- 김유(金逌) : 초명이 김성(金成), 문과 급제, 한림학사(翰林學士)
- 김일(金鎰) : 고려 원종(元宗) 때 대호군(大護軍)
- 김록(金祿) : 원(元)나라 제과(制科)에 급제, 판전의시사(判典醫寺事)
- 김득배(金得培) : 문과 급제 후 예문검열(藝文檢閱), 전객부령(典客副令), 우부대언(右副代言), 추밀원직학사(樞密院直學士), 첨서추밀원사(簽書樞密院事), 동지추밀원사(同知樞密院事)등을 역임. 수충보절정원공신 정당문학(輸忠保節定遠功臣 政堂文學), 문충공(文忠公), 숭의전(崇義殿)에 배향
- 김득제(金得齊) : 김득배의 동생, 대장군(大將軍), 판각문사(判閣門事), 의주원수(義州元帥)를 역임, 상산군(商山君)에 봉해짐
- 김선치(金先致) : 김득배의 동생, 호부낭중(戶部郎中), 밀직부사(密直副使), 계림부윤(鷄林府尹), 동지밀직(同知密直), 전라도도순문사(全羅道都巡問使)를 역임, 추성익위공신(推誠翊衛功臣)·추충보절찬화공신(推忠保節贊化功臣)을 하사 받음, 상성군(尙城君)·낙성군(洛城君)에 봉해짐 아들 김추(金錘)·김전(金銓)·김균(金鈞)을 두었다.
- 김준(金浚) : 부사(府使)

#### 조선
- 김범(金範) : 김수의 14세손, 옥과 현감(玉果縣監), 서원에 배향
- 김홍민(金弘敏) : 김범의 아들, 문과 급제, 전한(典翰), 서원에 배향
- 김귀영(金貴榮) : 김득제의 9세손, 문과 급제, 좌의정(左議政), 공신, 상락부원군(上洛府院君)에 봉해짐
- 김덕겸(金德謙) : 김선치의 6세손, 문과 급제, 동지중추부사(同知中樞府事)
- 김덕함(金德諴) : 김덕겸의 아우, 문과 급제, 대사헌(大司憲), 시호 충정공(忠貞公), 청백리(淸白吏), 서원에 배향
- 김우석(金禹錫) : 김덕함의 손자, 문과 급제, 형조판서(刑曹判書)
- 김연(金演) : 김우석의 아들, 문과 급제, 호조판서(戶曹判書)
- 김동필(金東弼) : 김연의 조카, 문과 급제, 이조판서(吏曹判書), 시호 충혜공(忠惠公)
- 김거도(金居道) : 한림학사(翰林學士) 김지연(金之衍)의 현손, 판서(判書) 김원리(金元理)의 아들, 전서(典書)
- 김수(金遂) : 김지연(金之衍)의 5세손, 지후(祗候) 김치경(金致經)의 아들, 판사(判書)
- 김수균(金守勻 : 또는 김수균(金守鈞), 첨지중추부사(僉知中樞府事)
- 김흡(金洽) : 동지중추부사(同知中樞府事)ㆍ총제사(摠制使)
- 김일남(金釰南) : 전공판서(典工判書)

### 분적
- 봉산 김씨(鳳山 金氏)
- 서산 김씨(瑞山 金氏)
- 연풍 김씨(連豐 金氏)
- 예천 김씨(醴川 金氏)
- 제주 김씨(濟州 金氏)
- 홍원 김씨(洪原 金氏)
- 함평 김씨(咸平 金氏)

### 조선 왕실과의 인척 관계
- 연령군(숙종의 서자)부인 상산 김씨

## 김조 계통
시조 김조(金祚)는 고려 때 상주(尙州)의 향리(鄕吏)로 호장(戶長)을 지냈다. 그의 선계는 자료가 없어 정확히 상고할 수 없다. 《김씨 분관록》·《증보문헌비고》등의 문헌에도 언급이 없고, 다만 《조선씨족통보》에 김수(金需)의 후예라 한다.

### 인물
- 김약 : 회령 현감
- 김공숙 : 낭장군
- 김국량 : 통정대부, 재령군수, 곡산부사
- 김억동 :
- 김광두(金光斗) : 호 일묵재, 성균진사(成均進士), 임진왜란 때 창의(倡義)
- 김우하(金遇河) : 통정대부(通政大夫)

### 분파
- 상주파(尙州派)
- 재령파(載寧派)
- 선산파(善山派)
- 성주파(星州파)

## 본관
상산(商山)은 경상북도 서쪽에 위치하는 상주(尙州) 지역의 옛 지명이다. 삼한시대에는 진한(辰韓)의 영토였으나, 3세기경 신라의 세력권에 들어가 524년(신라 법흥왕 11)에 상주(上州), 진흥왕때 상락군(上洛郡), 신문왕 때 사벌주(沙伐州), 757년(경덕왕 16)에 상주(尙州), 776년(혜공왕 12)에 사벌주(沙伐州) 등의 행정구역이 설치되었다. 940년(고려 태조 23) 상주(尙州)라 하였다가 안동대도호부(安東大都護府)로 바뀌고, 1018년(현종 9) 때 상주목이 되었다.
1392년(태조 1)에 경주로부터 관찰사영이 상주로 옮겨와 경상도의 정치·행정의 중심지가 되었으며, 1408년(태종 8)에 경상감영이 상주로 옮겨왔다가, 1596년(선조 29)에 관찰사영은 경상도의 중앙에 위치한 대구로 옮겨갔다. 별호는 상락(上洛)‧상산(商山)‧타아(陀阿) 등이었다.
1895년(고종 32)에 지방제도 개정으로 상주목이 상주군으로 개편되었다가 1896년 경상북도에 소속되었다. 1914년 군면 폐합으로 함창군이 편입되었고, 1931년에 상주면이 읍으로 승격되었다. 1986년에 상주읍이 시로 승격되어 분리되었고, 1995년 상주군이 상주시에 통합되었다.

## 인구
인구는 2000년 기준 63,528명이다.